# 小牧市の地名
- 愛知県 > 小牧市 > 地名

小牧市の地名（こまきしのちめい）では、愛知県小牧市内に存在する町名・字名を一覧にして記す。括弧内の地名は旧町名や自治体・大字・町名、数字は成立年、取り消し線は現存しない町・字である。

## 地名の変遷

### 市制当初の地名
同市は1955年、東春日井郡小牧町・味岡村・篠岡村が対等合併することによって成立した。市制当初は合併各町村の大字を継承した以下の31大字が編成されていた。
旧小牧町
- 小牧
- 小牧原新田
- 南外山（旧外山村）
- 北外山（旧外山村）
- 北外山入鹿新田（旧外山村）
- 三ツ渕（旧和多里村）
- 三ツ渕原新田（旧和多里村）
- 舟津（旧和多里村）
- 入鹿出新田（旧境村）
- 横内（旧境村、1921年村中原新田より改称）
- 河内屋新田（旧境村）
- 村中（旧境村）
- 西之島（旧境村[注 1]）
- 間々（旧間々村）
- 間々原新田（旧間々村）
- 大山（1950年、北外山・北外山入鹿新田の各一部より成立）

旧味岡村
- 二重堀
- 東田中
- 文津
- 本庄
- 小松寺
- 岩崎（旧岩崎村）
- 岩崎原新田（旧岩崎村）
- 久保一色（旧久保一色村）

旧篠岡村
- 大草（旧大草村）
- 大山（旧大野村）
- 野口（旧大野村）
- 池之内（旧池林村）
- 林（旧池林村）
- 上末（旧陶村）
- 下末（旧陶村）

### 北里村の編入
同市は1963年、薬師寺を除く北里村を編入し、北里村の7大字を継承した以下の7大字を加えた。
- 小木（旧小木村）
- 小針巳新田（旧尾張村、1982年下小針中島1 - 3丁目・下小針天神1 - 3丁目の各一部となる）
- 小針入鹿新田（旧尾張村、2003年小針1 - 3丁目となる）
- 小針（旧尾張村、2003年小針1 - 3丁目となる）
- 市之久田（旧尾張村、1995年市之久田1 - 3丁目となる）
- 多気（旧多気村、1974年多気北町ほか5町の各一部となる）
- 藤島（旧五条村、1990年代頃藤島1 - 2丁目となる）

### 現在までの町名設置
土地区画整理事業による町名変更、および桃花台ニュータウンの開発や周辺町からの編入によって現在までに以下の町名が設置されている。以下年別に列挙する。
1964年
- 東原町（南外山、1995年春日寺2丁目となる）

1969年
- 東新町（北外山・小牧・北外山入鹿新田、1993年北半分が中央となる）
- 緑町（北外山・北外山入鹿新田）

1971年
- 熊之庄（師勝町[注 3]熊之庄の一部より編入、1974年多気西町となる）
- 六ツ師（師勝町[注 3]六ツ師の一部より編入、1974年多気南町となる）

1972年
- 曽野町（岩倉市曽野町の一部より編入、1973年藤島町となる）

1973年
- 藤島町（藤島・曽野町・熊之庄）

1974年
- 掛割町（北外山）
- 若草町（北外山）
- 桜井本町（北外山・市之久田）
- 郷西町（上末）
- 長治町（上末）
- 多気東町（多気・小針巳新田）
- 多気北町（多気）
- 多気西町（多気・熊之庄）
- 多気南町（六ツ師・多気）
- 多気中町（多気）

1975年
- 弥生町（西之島・村中・小牧・間々）
- 間々本町（間々・小牧）
- 曙町（間々・小牧）
- 山北町（間々・小牧・間々原新田、現存しているのは北半分のみである。1988年国道155号を挟んで南半分が小牧1丁目となる）
- 上新町（小牧原新田、1987年新町となる）
- 懐町（小牧・小牧原新田・間々原新田、1987年新町1 - 2丁目となる）
- 城東町（小牧・小牧原新田、1988年小牧1 - 2丁目となる）
- 大新田町（小牧・小牧原新田、1987年新町2 - 3丁目となる）
- 野田町（小牧、1988年小牧2丁目となる[1]）
- 西島町（村中・西之島）
- 村中新町（村中・間々）

1979年
- 久保新町（久保一色・岩崎）
- 田県町（久保一色）
- 久保本町（久保一色）
- 桃ケ丘1 - 3丁目（大草・池之内）
- 古雅1 - 4丁目（大草・池之内）
- 篠岡1 - 3丁目（大草・林・野口・池之内）

1980年
- 安田町（小牧・間々・間々原新田）

1981年
- 小木西1 - 3丁目（小木・舟津）
- 小木南1 - 2丁目（小木）
- 小木東1丁目（小木、1989年小針入鹿新田を編入[2]）

1982年
- 下小針天神1 - 3丁目（小針・小針巳新田・小針入鹿新田）
- 下小針中島1 - 3丁目（小針巳新田・小針入鹿新田）

1983年
- 光ケ丘1 - 6丁目（大草）
- 城山1 - 5丁目（大草）

1984年
- 堀の内1 - 5丁目（小牧・市之久田・間々本町・曙町）
- 元町1 - 4丁目（小牧）

1986年
- 常普請1 - 3丁目（市之久田・北外山・小牧）
- 桜井（北外山・市之久田）
- 久保一色東1 - 2丁目（久保一色）
- 葭原（久保一色）
- 外堀1 - 4丁目（市之久田・小針・小針入鹿新田）
- 郷中1 - 2丁目（市之久田・小針）

1987年
- 新町1 - 3丁目（懐町・上新町・大新田町・小牧・小牧原新田）
- 久保一色南1 - 2丁目（久保一色）

1988年
- 小牧1 - 5丁目（城東町・小牧・市之久田・北外山・小牧原新田・山北町の南半分・野田町・常普請2丁目・桜井[1]）

1989年
- 岩崎1・5丁目（岩崎・岩崎原新田・小牧原新田[2]）
- 岩崎原1 - 3丁目（岩崎原新田・久保一色・岩崎[2]）
- 小木1 - 5丁目（小木・小針入鹿新田・小牧・小木西1 - 2丁目・小木東1丁目・小木南1丁目[3]）
- 小木東2 - 3丁目（小木・小針入鹿新田[3]）
- 小木南3丁目（小木・小木西1・3丁目[3]）

1991年
- 川西1 - 3丁目（小牧・小木・小針入鹿新田・市之久田[4][5]）
- 高根1 - 3丁目（池之内・上末・大草[6]）

1993年
- 中央1 - 6丁目（小牧原新田・二重堀・北外山入鹿新田・東新町・北外山・大山（小牧地区）・小牧[7]）

1994年
- 大草西（大草[8][9]）
- 大草中（大草[8][9]）
- 大草南（大草[8][9]）
- 大草東（大草[8][9]）
- 大草一色（大草[8][9]）
- 大草深洞上（大草[8][9]）
- 大草北（大草[8][9]）
- 大草藤助（大草[8][9]）
- 大草七重（大草[8][9]）
- 大草太良下（大草[8][9]）
- 大草太良中（大草[8][9]）
- 大草太良上（大草[8][9]）

1995年
- 市之久田1 - 2丁目（市之久田・小針・南外山・北外山[10]）
- 春日寺1 - 3丁目（南外山・東原町[11]）

1990年代頃
- 寺西（久保一色など）
- 大山南（大山（篠岡地区））
- 大山中（大山（篠岡地区））
- 大山東（大山（篠岡地区））
- 野口定道（野口）
- 野口惣門（野口）
- 野口中田（野口）
- 野口高畑（野口）
- 野口島ノ田（野口）
- 野口柿花（野口）
- 野口友ケ根（野口）
- 野口違井那（野口）
- 池之内赤掘（池之内）
- 池之内道木（池之内）
- 林西（林）
- 林北（林）
- 林中（林）
- 林南（林）
- 林野原（林）
- 林新外（林）
- 新小木1 - 4丁目（小木など）
- 藤島1 - 2丁目（藤島・藤島町居屋敷[12]）

1999年
- 応時1 - 4丁目（北外山・北外山入鹿新田・東新町・大山（小牧地区）[13]）
- 東1 - 4丁目（北外山・北外山入鹿新田・二重堀[13]）

2003年
- 小針1 - 3丁目（小針・小針入鹿新田・市之久田[14]）

2008年
- 小牧原1 - 4丁目（小牧原新田・岩崎・間々原新田・東田中[15]）

2018年
- 久保（久保一色・小松寺[16]）
- 小松寺1 - 5丁目（小松寺・久保一色・文津・岩崎・小牧原新田[16]）
- 文津1丁目（文津・小松寺・久保一色[16]）